# ATC (группа)
ATC (позднее A Tóuch of Class) — немецкая поп-группа, существовавшая в 2000—2003 годах. Уникальность группы состояла в том, что все участники коллектива были представителями разных стран: Джозеф Мюррей из Новой Зеландии, Сара Эгглстоун из Австралии, Трэйси Пэкхем из Великобритании и Ливио Сальви из Италии. Поскольку большинство членов группы были из англоязычных стран, все песни группы также были записаны на английском языке. Наиболее известна первая работа группы — песня Around the World (La La La La La), кавер на российский хит Песенка группы Руки Вверх!.

## История
Группа была создана в 2000 году в Германии под названием ATC, однако ни один из участников не был родом из Германии — все происходили из других стран. Все четверо встретились в Гамбурге, Германия, в качестве актеров международного бродвейского театра, которые участвовали в немецкой постановке мюзикла «Кошки» с октября 1997 года по апрель 1998 года.
На раннем этапе большую помощь группе оказал Алекс Кристенсен (создатель проекта U96). Первый сингл ATC «Around The World», кавер-версия композиции российской группы Руки Вверх! «Песенка», оказался наибольшим успехом для коллектива ATC — сингл занял 1-е место в национальном хит-параде Германии, продержавшись на вершине списка 6 недель. Только в Германии сингл был распродан тиражом свыше 1 млн. копий. Мировые продажи были настолько высоки, что в 2001—2002 годах сингл активно использовался в рекламных роликах в Канаде и США. В Великобритании и США песня вошла в Топ-40 лучших хитов 2000 года. В последующие годы на песню под разными названиями неоднократно делались пародии и кавер-версии.
Дебютный альбом группы «Planet Pop» был выпущен 6 февраля 2001 года компаниями Sony BMG Music Entertainment и Republic Records, и был встречен с определеным успехом, заняв 56 позицию в сводном чарте США. Большинство песен с альбома были написаны Алексом Кристенсеном в соавторстве с немецким композитором Клайдом Уордом, за что он был номинирован на премию «ECHO Awards». Сама группа ATC получила премию за лучшее танцевальное выступление.
В 2002 году, под давлением диджея и продюсера Андре Таннебергера, запатентовавшего название группы на своё имя, группа ATC была вынуждена сменить название на «A Touch of Class». Выход второго альбома «Touch the Sky» был отложен почти на год, и он оказался не слишком успешным. В 2003 году, после выпуска наименее популярного сингла «New York City», группа прекратила существование.

## Состав
- Джозеф Мюррэй — (р. 12 мая 1974; Новая Зеландия).
- Сара Эгглстоун — (р. 4 мая 1975; Австралия).
- Трэйси Пэкхем — (р. 30 октября 1977; Англия, Великобритания).
- Ливио Сальви — (р. 15 января 1977; Италия).

## Дискография

### Альбомы
- Planet Pop (2001; #56 в США)
- Touch the Sky (2003)

### Синглы
- Around the World (La La La La La) (2000)
- My Heart Beats Like a Drum (2000)
- Thinking Of You (2000)
- Why Oh Why (2001)
- I’m in Heaven (When You Kiss Me) (2001)
- Call On Me (2002)
- Set Me Free (2002)
- New York City (2003)